# 藤本明義
藤本 明義（ふじもと あきよし、1963年6月23日 - ）は、日本のマジシャン。
カード、コイン、ボール等を主に使用し、「テクニック系コメディーマジシャン」を自称している。
国内外のコンテストに多数出場し、コンテスト入賞回数は日本一である。
日本奇術協会正会員。マジックキャッスルマジシャンメンバー。
熊本県出身。大学から東京へ出て、卒業後、コンピュータシステム会社にてSEと営業マンをする傍ら、マジックのコンテストに出場し、次々と入賞。
2011年以降、専業のプロマジシャンとして活躍している。
明星大学理工学部電気工学科卒業。情報処理試験2種を所有。

## 略歴
- 1963年 熊本県に生まれる。すぐに福岡へ。
- 1977年 名古屋へ引っ越し
- 1983年 東京へ引っ越し、明星大学へ入学。
- 1988年 大学卒業後、コンピュータシステム会社にてSEと営業マンを経験。
- 2011年 9.11テロを見て、人生明日の命がわからない、やりたいことをやってみよう、と脱サラし、プロマジシャンとして本格的に活動開始

## 実績

### コンテスト等
- 1995年8月 SAM仙台大会ステージ部門第1位(SAMジャパンが主催する全国大会)
- 1996年5月 奇術を楽しむ集い第1回布目杯優勝(布目先生が主催する全国大会)
- 1996年8月 SAM京都大会ステージ部門第1位
- 1997年4月 マジックオブザイヤークロースアップ部門第1位(SAMジャパンが主催する全国大会)
- 1997年7月 FISMドイツ大会マニピュレーション部門出場(BS放送)(3年に一度のマジックのオリンピック)
- 1998年7月 台湾フォーモサマジックコンベンションステージ部門優勝(台湾で最初のマジック大会)
- 1998年8月 SAM東京大会クロースアップ部門第1位
- 1998年9月 なにわのマジックコンベンションクロースアップ部門第1位(大阪で開催される全国大会)
- 1999年8月 SAM浜松大会クロースアップ部門第1位
- 1999年11月 FISMリスボン大会国内選考会審査員特別賞
- 2000年7月 FISMポルトガルリスボン大会出場(BS放送)
- 2000年8月 SAM長崎大会クロースアップ部門第1位
- 2001年4月 名大クロースアップコンテスト第1位(名古屋大学主催のテーブルマジックコンテスト)
- 2003年7月 FISMオランダハーグ大会出場
- 2003年10月 なにわのマジックコンベンションゲスト出演
- 2005年8月 SAM埼玉大会ステージクロースアップゲスト出演
- 2005年9月 ICMコンベンションゲスト出演 (中部奇術連合会主催で鳥羽で開催される大会)
- 2005年12月 青山フロラシオンホテルにて単独ディナーショー出演 (3日間クリスマスディナーショー)
- 2006年3月 ベストマジシャンフェスティバル出演 (投票にて選出されたマジシャンのみ出演)
- 2006年7月 SAMルイビル大会ゲスト出演 (SAMアメリカ本部の大会、2000人の観客の前で出演)
- 2006年8月 FISMスウェーデン大会出場
- 2007年2月 九州奇術連合会ゲスト出演 (九州奇術連合会主催の大会)
- 2009年10月 中部奇術連合会ゲスト出演
- 2010年9月 テンヨーマジックフェスティバルゲスト出演
- 2010年10月 アメリカマジックキャッスルマジシャンメンバー合格
- 2011年4月 アメリカマジックキャッスルで一週間出演
- 2011年6月 日本海マジックフェスティバルゲスト出演
- 2011年8月 韓国釜山マジックコンベンションゲスト出演

### テレビ等
- トリック劇場版 仲間由紀恵、他出演者にマジック指導
- CDTV-Neo 2002年9月 - YOU THE ROCKと共演、マジック指導風景を放送
- ハッピーボーイズアワー爆笑おすピー問題! 2004年8月 ふじいあきらと共演
- スッキリ!! 2012年9月  生出演

### レストラン
- トゥール・ダルジャン 2002年12月

### CM
- 日興コーディアル証券 2004年12月  BS日テレ トランプが証券のPR文に変化するマジックを実演